# Іст-Термополіс
Іст-Термополіс (англ. East Thermopolis) — місто (англ. town) в США, в окрузі Гот-Спрінґс штату Вайомінг. Населення — 229 осіб (2020).

## Географія
Іст-Термополіс розташований за координатами 43°38′39″ пн. ш. 108°11′52″ зх. д. / 43.64417° пн. ш. 108.19778° зх. д. (43.644074, -108.197897).  За даними Бюро перепису населення США в 2010 році місто мало площу 0,47 км², уся площа — суходіл.

## Демографія
Згідно з переписом 2010 року, у місті мешкали 254 особи в 157 домогосподарствах у складі 56 родин. Густота населення становила 535 осіб/км².  Було 186 помешкань (392/км²).
Расовий склад населення:
| - 93,7 % — білих - 3,9 % — корінних американців - 0,8 % — чорних або афроамериканців |

До двох чи більше рас належало 1,2 %. Частка іспаномовних становила 0,8 % від усіх жителів.
За віковим діапазоном населення розподілялося таким чином: 11,4 % — особи молодші 18 років, 39,4 % — особи у віці 18—64 років, 49,2 % — особи у віці 65 років та старші. Медіана віку мешканця становила 64,8 року. На 100 осіб жіночої статі у місті припадало 89,6 чоловіків;  на 100 жінок у віці від 18 років та старших — 78,6 чоловіків також старших 18 років.
Середній дохід на одне домашнє господарство  становив 27 685 доларів США (медіана — 17 212), а середній дохід на одну сім'ю — 49 957 доларів (медіана — 41 250). За межею бідності перебувало 18,8 % осіб, у тому числі 7,9 % дітей у віці до 18 років та 21,9 % осіб у віці 65 років та старших.
Цивільне працевлаштоване населення становило 104 особи. Основні галузі зайнятості: мистецтво, розваги та відпочинок — 35,6 %, освіта, охорона здоров'я та соціальна допомога — 22,1 %, роздрібна торгівля — 8,7 %, науковці, спеціалісти, менеджери — 7,7 %.
За даними перепису 2000 року,
на території муніципалітету мешкало 274 людей, було 150 садиб та 61 сімей.
Густота населення становила 622,3 осіб/км². Було 166 житлових будинків.
З 150 садиб у 16,0% проживали діти до 18 років, подружніх пар, що мешкали разом, було 31,3 %,
садиб, у яких господиня не мала чоловіка — 7,3 %, садиб без сім'ї — 59,3 %.
Власники 56,0 % садиб мали вік, що перевищував 65 років, а в 38,7 % садиб принаймні одна людина була старшою за 65 років.
Кількість людей у середньому на садибу становила 1,75, а в середньому на родину 2,61.
Середній річний дохід на садибу становив 18 056 доларів США, а на родину — 30 313 доларів США.
Чоловіки мали дохід 21 250 доларів, жінки — 17 386 доларів.
Дохід на душу населення був 11 280 доларів.
Приблизно 7,0 % родин та 16,8 % населення жили за межею бідності.
Серед них осіб до 18 років було 9,8 %.
Середній вік населення становив 55 років.